# Nederlands Transport Museum

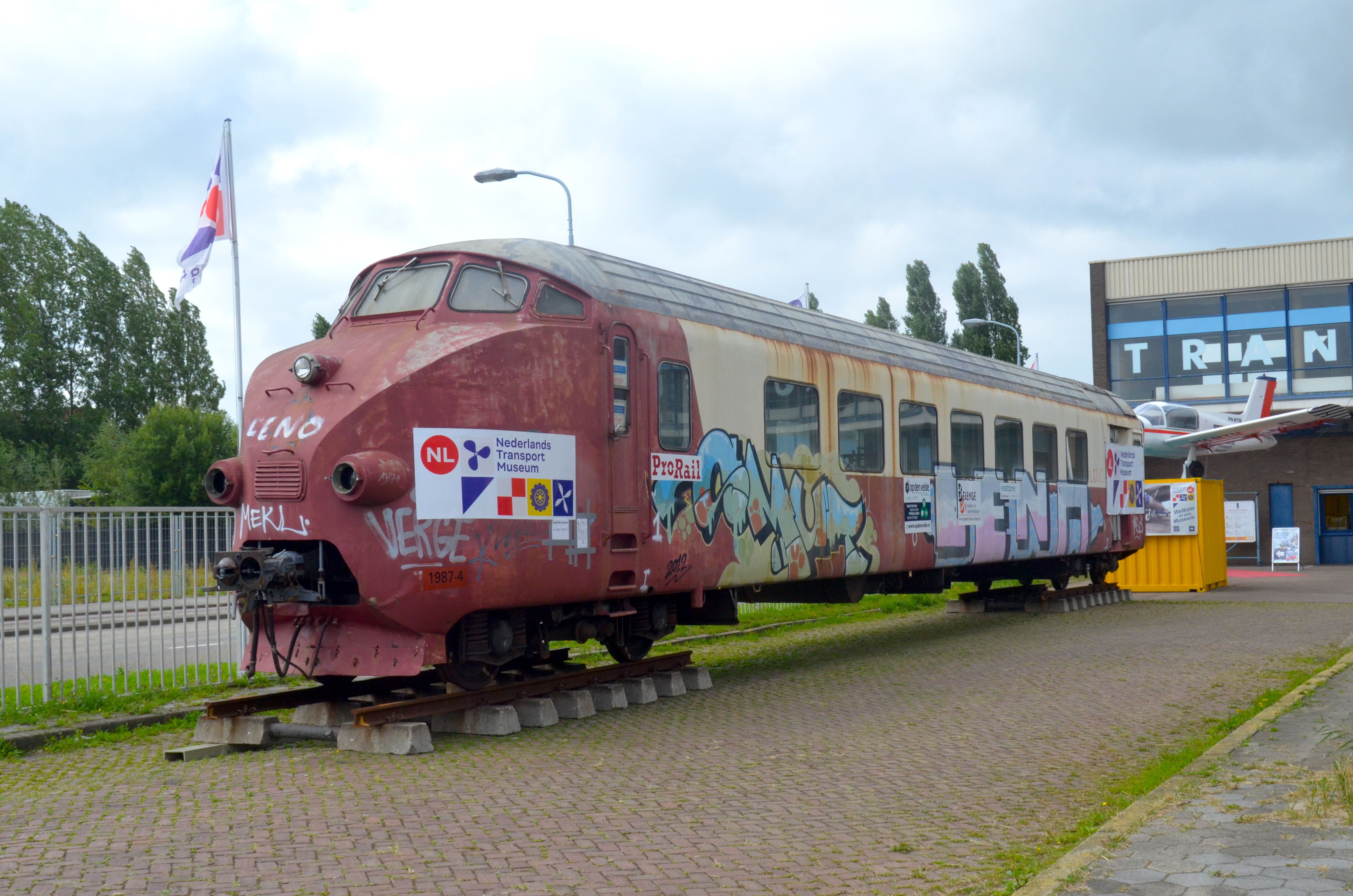
Blikvanger Nederlands-Zwitsers TEE-treinstel

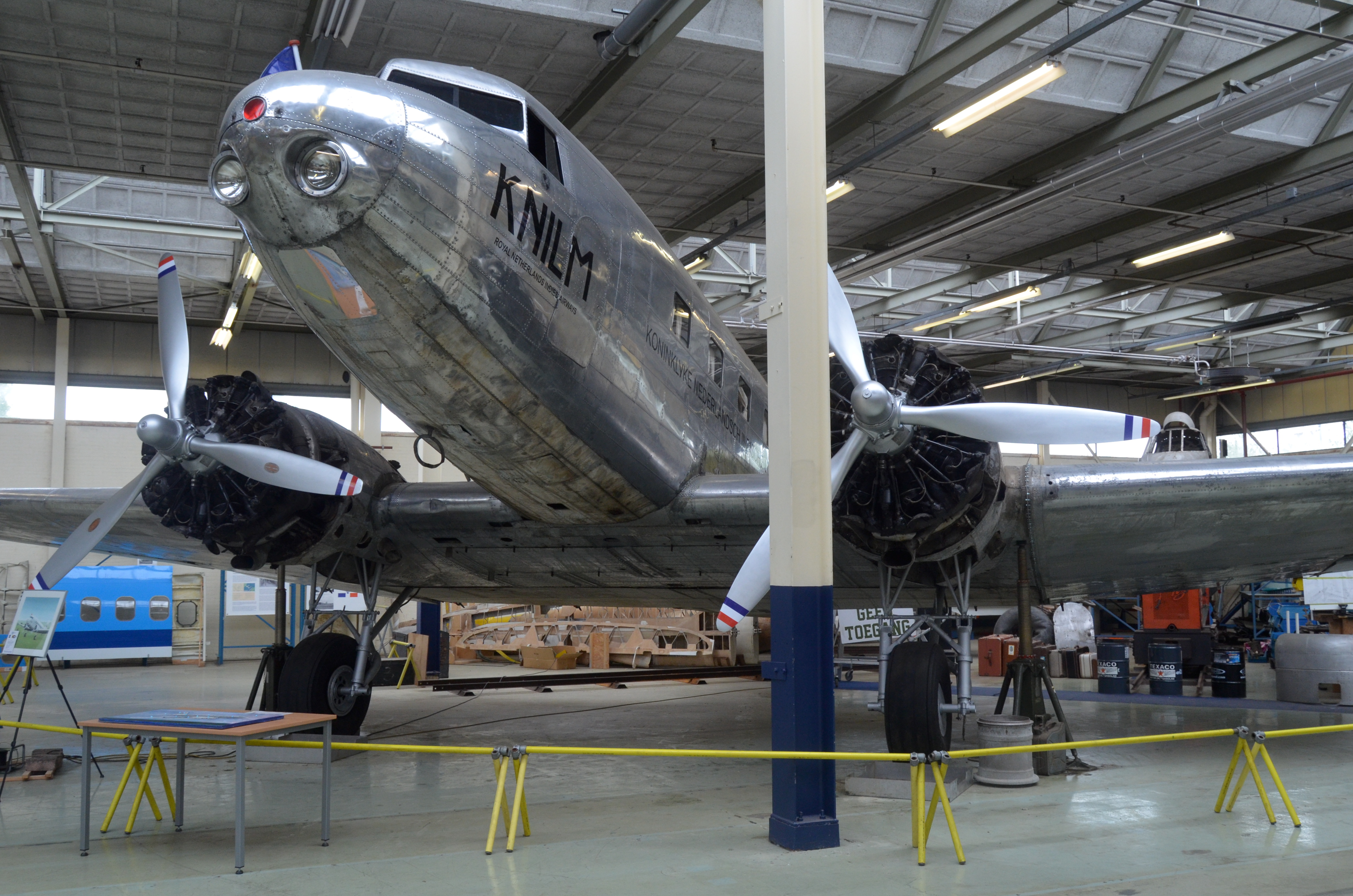
KNILM Douglas DC-2 PK-AFK

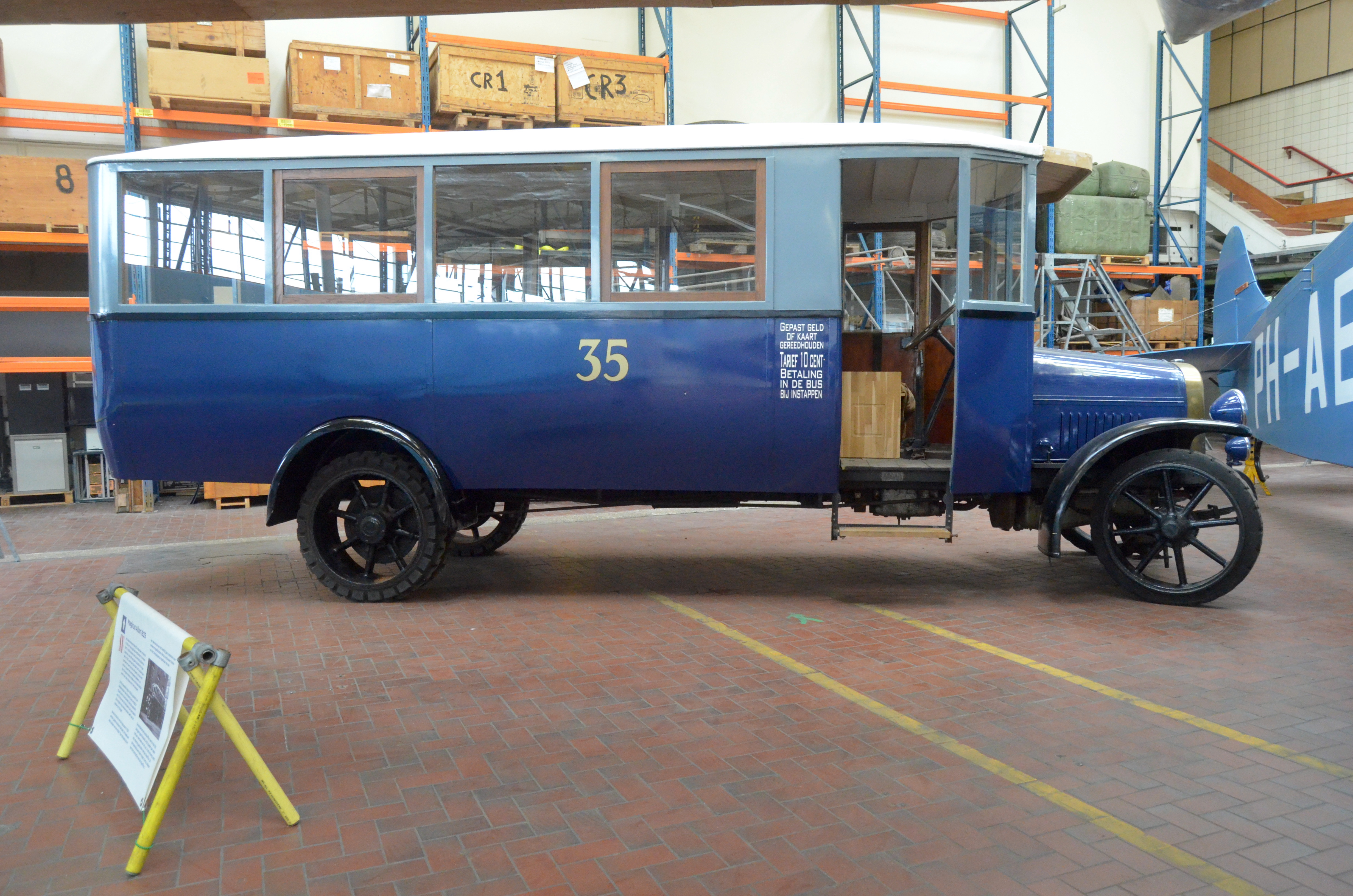
De Amsterdamse Magirusbus GTA 35 uit 1925

Het Nederlands Transport Museum was van 2018 tot 2023 een aan diverse vormen van transport gewijd museum in Nieuw-Vennep in de gemeente Haarlemmermeer. Het was gevestigd in het voormalige bedrijfsgebouw van Fokker Services op het Lucas Bols-fabrieksterrein, werd geopend op 28 april 2018 en gesloten op 6 maart 2023.

## Opzet en huisvesting
Er waren 32 erfgoedorganisaties verenigd in het museum met 'vervoer' als overkoepelend onderwerp. De min of meer willekeurig ontstane, vooralsnog onsamenhangende collectie bestond uit onder meer vliegtuigen (zoals een Douglas DC-2 van de KNILM uit 1935), een incompleet TEE-treinstel uit 1957, een kleine NS-diesellocomotief van Britse herkomst uit 1941, een Haagse PCC-tram uit 1952, de Superbus van Wubbo Ockels, bussen van de Stichting Veteraan Autobussen en diverse andere vervoermiddelen, in eigendom of bruikleen.
De collectie was vanaf 2012 ondergebracht op het Hembrugterrein in Zaandam. De Vereniging Museumkwartier Hembrug kon daar niet blijven omdat de gemeente Zaanstad en het Rijksvastgoedbedrijf geen interesse hadden en het terrein wilden verkopen. Daarom werd de collectie in zestien transporten eind 2017 naar Nieuw-Vennep overgebracht, waar deze voor het publiek te bezichtigen was. De ANBI-status werd verkregen op 1 januari 2022.
De locatie was niet bedoeld voor definitieve huisvesting. Er bestonden plannen om in het kader van het MuseumPark 21, onderdeel van Park 21, tussen Hoofddorp en Nieuw-Vennep, een permanent museum op te zetten, maar die gingen niet door en in augustus 2022 werden de huisvestingsproblemen acuut.
Op 6 maart 2023 werd het museum gesloten. Of, waar en wanneer een nieuwe locatie zou worden gevonden, was op dat moment niet bekend. In 2024 werd nabij station Hoofddorp een stuk grond verworven. Het plan was hier een nieuw onderkomen te bouwen, waartoe een inzamelingsactie werd gestart.
Voordat de benodigde bouw- en exploitatievergunningen konden worden verworven, moest een reeks van 27 onderzoeken worden gedaan. Twee daarvan trokken publicitaire aandacht: onderzoeken naar een aanwezige vleermuizenpopulatie en naar bezwaren van UNESCO omdat de mogelijke bebouwing de status van de Stelling van Amsterdam op de Werelderfgoedlijst in gevaar zou kunnen brengen.
Uiteindelijk konden de plannen in de Haarlemmermeer geen doorgang vinden. Ook pogingen om elders in Nederland een nieuwe plek te vinden strandden. In de twee jaar sinds de sluiting werden in heel Nederland 30 mogelijke locaties onderzocht, maar dit leidde niet tot resultaat.
Op 20 februari 2025 maakte het museum bekend dat er geen doorstart zou komen. De collectie zou worden ontmanteld, waarbij de objecten in bruikleen teruggaan naar hun eigenaren en de rest verkocht wordt. De collectie bestond uit uit circa 150 grote en 500 kleine objecten en vele duizenden boeken en foto’s.